# Richard Peto
Richard Peto (14 maggio 1943) è un medico ed epidemiologo britannico, docente di statistica medica e epidemiologia all'Università di Oxford e al Green Templeton College.
È noto per il paradosso di Peto.

## Biografia
Sir Richard Peto frequentò la Taunton's School a Southampton e poi studiò Natural Sciences Tripos al Trinity College e poi un Master of Science in statistica al Imperial College London.
Collaborò con Richard Doll presso il Medical Research Council Statistical Research Unit a Londra. Fondò il Clinical Trial Service Unit (CTSU) a Oxford nel 1975. Il paradosso di Peto prende il nome da lui.
Il fratello Julian Peto, con il quale ha pubblicato ricerche in statistica (Test dei ranghi logaritmici), è anch'egli un noto epidemiologo. La famiglia Peto gestisce un ristorante Thai al Covered Market di Oxford.
Fu eletto nel 1989 Fellow of the Royal Society per lo sviluppo della meta analisi. Ricerca nell'ambito del tabagismo:
È stato fatto Cavaliere per le sue ricerche in epidemiologia e la prevenzione del cancro nel 1999, e ha ricevuto la laurea ad honorem come Doctor of Medical Sciences dalla Yale University nel 2011.

## Onorificenze
- - Louis-Jeantet Prize for Medicine (1997)[9]
  - Knight Bachelor (1999)
  - Medaglia Guy (Silver, 1986)
  - Gairdner Foundation International Award (1992)
  - Prince Mahidol Award (2000)
  - Royal Medal (2002)
  - Weldon Memorial Prize (2003)
  - Heineken Prize for Medicine (2008)[10]

## Pubblicazioni (parziale)
- B Gribbin, TG Pickering, P Sleight e R Peto, Effect of age and high blood pressure on baroreflex sensitivity in man, in Circ. Res., vol. 29, n. 4, Oct 1971,  pp. 424-31, DOI:10.1161/01.res.29.4.424, PMID 5110922.
- R Peto e J Peto, Asymptotically efficient rank invariant test procedures, in J R Stat Soc Ser A, vol. 135, n. 2, 1972,  pp. 185-207, DOI:10.2307/2344317, JSTOR 2344317.
- R Doll e R Peto, Mortality in relation to smoking: 20 years' observations on male British doctors, in Br Med J, vol. 2, n. 6051, Dec 1976,  pp. 1525-36, DOI:10.1136/bmj.2.6051.1525, PMC 1690096, PMID 1009386.
- R Peto, MC Pike, P Armitage, NE Breslow, DR Cox, SV Howard, N Mantel, K McPherson, J Peto e PG Smith, Design and analysis of randomized clinical trials requiring prolonged observation of each patient. I. Introduction and design, in Br J Cancer, vol. 34, n. 6, Dec 1976,  pp. 585-612, DOI:10.1038/bjc.1976.220, PMC 2025229, PMID 795448.
- R Peto, MC Pike, P Armitage, NE Breslow, DR Cox, SV Howard, N Mantel, K McPherson, J Peto e PG Smith, Design and analysis of randomized clinical trials requiring prolonged observation of each patient. II. Analysis and examples, in Br J Cancer, vol. 35, n. 1, Jan 1977,  pp. 1-39, DOI:10.1038/bjc.1977.1, PMC 2025310, PMID 831755.
- R Peto, R Doll, JD Buckley e MB Sporn, Can dietary beta-carotene materially reduce human cancer rates?, in Nature, vol. 290, n. 5803, Mar 1981,  pp. 201-8, DOI:10.1038/290201a0, PMID 7010181.
- R Doll e R Peto, The causes of cancer: quantitative estimates of avoidable risks of cancer in the United States today, in Journal of the National Cancer Institute, vol. 66, n. 6, Jun 1981,  pp. 1191-308, DOI:10.1093/jnci/66.6.1192, PMID 7017215.
- Peto R, Schneiderman M, eds. Quantification of occupational cancer. Cold Spring Harbor, NY: Cold Spring Harbor Laboratory, 1981. ISBN 0-87969-208-1.
- S Yusuf, R Peto, J Lewis, R Collins e P Sleight, Beta blockade during and after myocardial infarction: an overview of the randomized trials, in Prog Cardiovasc Dis., vol. 27, n. 5, Mar–Apr 1985,  pp. 335-71, DOI:10.1016/S0033-0620(85)80003-7, PMID 2858114.
- Peto R, zur Hausen H, eds. Viral etiology of cervical cancer. Cold Spring Harbor, NY: Cold Spring Harbor Laboratory, 1986. ISBN 0-87969-221-9.
- S MacMahon, R Peto, J Cutler, R Collins, P Sorlie, J Neaton, R Abbott, J Godwin, A Dyer e J Stamler, Blood pressure, stroke, and coronary heart disease. Part 1, Prolonged differences in blood pressure: prospective observational studies corrected for the regression dilution bias, in Lancet, vol. 335, n. 8692, Mar 1990,  pp. 765-74, DOI:10.1016/0140-6736(90)90878-9, PMID 1969518.
- R Collins, R Peto, S MacMahon, P Hebert, NH Fiebach, KA Eberlein, J Godwin, N Qizilbash, JO Taylor e CH Hennekens, Blood pressure, stroke, and coronary heart disease. Part 2, Short-term reductions in blood pressure: overview of randomised drug trials in their epidemiological context, in Lancet, vol. 335, n. 8693, Apr 1990,  pp. 827-38, DOI:10.1016/0140-6736(90)90944-Z, PMID 1969567.
- Peto R, Imperial Cancer Research Fund (Great Britain), World Health Organization, et al. Mortality from smoking in developed countries, 1950–2000: indirect estimates from national vital statistics. Oxford and New York: Oxford University Press, 1994. ISBN 0-19-262619-1.
- CH Hennekens, JE Buring, JE Manson, M Stampfer, B Rosner, NR Cook, C Belanger, F LaMotte, JM Gaziano, PM Ridker, W Willett e R Peto, Lack of effect of long-term supplementation with beta carotene on the incidence of malignant neoplasms and cardiovascular disease, in N Engl J Med, vol. 334, n. 18, maggio 1996,  pp. 1145-9, DOI:10.1056/NEJM199605023341801, PMID 8602179.
- MJ Thun, R Peto, AD Lopez, JH Monaco, SJ Henley, CW Jr Heath e R Doll, Alcohol consumption and mortality among middle-aged and elderly U.S. adults., in N Engl J Med, vol. 337, n. 24, Dec 1997,  pp. 1705-14, DOI:10.1056/NEJM199712113372401, PMID 9392695.
- J Danesh, R Collins, P Appleby e R Peto, Association of fibrinogen, C-reactive protein, albumin, or leukocyte count with coronary heart disease: meta-analyses of prospective studies, in JAMA, vol. 279, n. 18, maggio 1998,  pp. 1477-82, DOI:10.1001/jama.279.18.1477, PMID 9600484.
- R Peto, S Darby, H Deo, P Silcocks, E Whitley e R Doll, Smoking, smoking cessation, and lung cancer in the UK since 1950: combination of national statistics with two case-control studies, in BMJ, vol. 321, n. 7257, Aug 2000,  pp. 323-9, DOI:10.1136/bmj.321.7257.323, PMC 27446, PMID 10926586.
- R Collins, J Armitage, S Parish, P Sleigh, R Peto e Study Collaborative Group Heart Protection, MRC/BHF Heart Protection Study of cholesterol-lowering with simvastatin in 5963 people with diabetes: a randomised placebo-controlled trial, in Lancet, vol. 361, n. 9374, Jun 2003,  pp. 2005-16, DOI:10.1016/S0140-6736(03)13636-7, PMID 12814710.
- A Halliday, A Mansfield, J Marro, C Peto, R Peto, J Potter e D Thomas, Prevention of disabling and fatal strokes by successful carotid endarterectomy in patients without recent neurological symptoms: randomised controlled trial, in Lancet, vol. 363, n. 9420, maggio 2004,  pp. 1491-502, DOI:10.1016/S0140-6736(04)16146-1, PMID 15135594.
- R Doll, R Peto, J Boreham e I Sutherland, Mortality in relation to smoking: 50 years' observations on male British doctors, in BMJ, vol. 328, n. 7455, Jun 2004,  p. 1519, DOI:10.1136/bmj.38142.554479.AE, PMC 437139, PMID 15213107.
- C Baigent, A Keech, PM Kearney, L Blackwell, G Buck, C Pollicino, A Kirby, T Sourjina, R Peto, R Collins e R Simes, Efficacy and safety of cholesterol-lowering treatment: prospective meta-analysis of data from 90,056 participants in 14 randomised trials of statins, in Lancet, vol. 366, n. 9493, Oct 2005,  pp. 1267-78, DOI:10.1016/S0140-6736(05)67394-1, PMID 16214597.
- M Clarke, R Collins, S Darby, C Davies, P Elphinstone, E Evans, J Godwin, R Gray, C Hicks, S James, E MacKinnon, P McGale, T McHugh, R Peto, C Taylor, Y Wang e Cancer Trialists' Collaborative Group Early Breast, Effects of radiotherapy and of differences in the extent of surgery for early breast cancer on local recurrence and 15-year survival: an overview of the randomised trials, in Lancet, vol. 366, n. 9503, Dec 2005,  pp. 2087-106, DOI:10.1016/S0140-6736(05)67887-7, PMID 16360786.